# Attimo (Lil Jolie)
Attimo è un singolo della cantautrice italiana Lil Jolie, pubblicato il 5 marzo 2024 come terzo estratto dal secondo EP La vita non uccide.

## Descrizione
Il brano, scritto dalla stessa cantautrice con Enrico Dadone, in arte Cali Low, Stefano Bruno, e Valentina Sanseverino, in arte Vale LP, è prodotto da Cali Low.

## Promozione
Il brano è stato presentato in anteprima nel corso della ventitreesima edizione del talent show Amici di Maria De Filippi.

## Tracce
Testi e musiche di Angela Ciancio, Enrico Dadone, Stefano Bruno e Valentina Sanseverino.
1. Attimo – 3:07

## Formazione
- Lil Jolie – voce
- Edoardo Campia – masterizzazione, missaggio
- Enrico "Cali Low" Dadone – produzione